# Музика у Паризу
Музика у граду Паризу, обухвата различите жанрове, од опере и симфонијске музике до музичког позоришта, џеза, рока, репа, хип-хопа, традиционалног Бал-музета и џипси џеза, и свих врсте светске музике, посебно музика из Африке и Северне Африке. као што је музика настала у Алжиру позната као Рај. Водеће музичке институције су Париска опера, Париски оркестар и Париски конзерваторијум, први државни музички конзерваторијум у Европи. Cité de la Musique у Ла Вилетеу је седиште нове париске симфонијске сале, Конзерваторијума, музеја музичких инструмената и Ле Зенита, главног простора за извођење популарне музике. Многе цркве у Паризу имају величанствене старе оргуље и често су место одржавања концерата. Град је такође познат по својим музичким салама и клубовима.

## Париска опера
Париска опера, званично названа Opéra National de Paris, основана је 1669. године, најстарија је и најпознатија оперска институција Француске. Углавном производи опере у свом модерном позоришту Опера Бастилле са 2700 седишта које је отворено 1989. и балете и неке класичне опере у старијој Палати Гарније са 1970 седишта која је отворена 1875. У амфитеатру са 500 седишта испод Опере Бастиља изводе се и дела мањег обима као и савремена дела. Годишњи буџет опере је оквирно 200 милиона евра, од чега 100 милиона долази из француске државе, а 70 милиона из благајничких прихода. Овим новцем компанија води две куће и издржава велики стални кадар, који укључује оркестар од 170, хор од 110 и кор де балет од 150. Сваке године Опера има око 380 извођења оперских, балетских и других концерата, пред укупном публиком од око 800.000 људи (од којих 17% долази из иностранства), са просечном попуњености седишта од 94%.

## Балет Париске опере
Балет Париске опере (франц. Ballet de l'Opéra de Paris) је најстарија национална балетска компанија на свету, основана 1669. године, одмах после Опере; и многе европске и међународне балетске компаније, могу да прате своје порекло од балета париске опере. Многе познате романтичне балете, укључујући Жизел и Корсера, прво је извела Париске опере.

## Париски оркестар
Париски оркестар је основан 1967. године, након распуштања Orchestre de la Société des Concerts du Conservatoire, када је министар културе Андре Малро позвао диригента Чарлса Манка да оснује нови оркестар у Паризу. Међу претходним музичким директорима су били и Херберт фон Карајан је био ангажован као привремени музички саветник од 1969. до 1971. године. Касније музички директори су сер Џорџ Шолти, Данијел Баренбој и Семјон Бичков.

## Класична музика и плес
Париз има неколико других важних оркестара и места за извођење класичне музике и плес. Оркестар Ламоре, званично познат као Société des Nouveaux-Concerts, који је основао Клод Ламоре 1881. године, имао је сјајну улогу у париској музици. У њој су извођене прве представе Ноктурно Клода Дебисија (1900. и 1901.) и Ла мер (1905). Садашњи уметнички директор је Пјер Тилоа, а изводи и класична и савремена дела. Представе се одржавају у Театру Шатлет, Театру Јелисејских поља, а понекад и у биоскопу Гранд Рекс, симболима ар декоа у граду.

## Град музике
Cité de la Musique (Град музике) је комплекс музичких институција који је настао 1990-их у Парк Вилет у 19. арондисману, некадашњој индустријској зони близу ивице града. Пројекат је осмислио председник Франсоа Митеран као средство за стварање новог културног центра у радничком насељу изван центра града. Дизајнирао га је архитекта Кристијан де Порцампарк и отворен 1995. године. У септембру 1990. године ту је премештен Париски музички конзерваторијум, а године отворена је велика сала за рок концерте и друге догађаје Ле Зенит. Драгуљ ансамбла, Париска филхармонија, дом Париског оркестра, који је дизајнирао архитекта Жан Нувел, свечано отворен 2015. године.

## Музика у катедралама и црквама
Најпознатије оргуље у Паризу су оргуље катедрале Нотр Дам. Израдио их је у 18. веку познати градитељ Франсоа-Анри Клико.
Положај титуларног оргуљаша (или „главног” оргуљаша) у Нотр Даму је једно од најпрестижнијих оргуљашких места у Француској, заједно са местом титуларног оргуљаша у Сен Сулпис у у Паризу.
Поједине оргуље су регистроване историјске знаменитости Француске.
Афроамерички госпел музичари су добро познати у Паризу и неки од њих су се преселили у Париз.
Многе цркве у Паризу одржавају бесплатне концерте недељом поподне. Неколико познатих примера укључују недељне концерте „Les Dimanches Musicaux“ у америчкој катедрали у Паризу, као и сличне програме у другим црквама широм Париза, укључујући Ла Мадлен.

## Opéra-Comique
Позориште Opéra-Comique има дугу и славну историју; основано је 1753. године, било је домаћин првих извођења Бизеове Кармен и Пелеаса и Мелисанде Клода Дебисија, као и француских премијера Пучинијевих опера. Последњих година позориште је пролазило кроз економске потешкоће, а стална поставка трупе је распуштена 1972. године, али позориште наставља да приказује продукције неколико различитих трупа како класичних тако и нових дела опере и музичког театра. Зграда је затворена 2015. године због осамнаест месеци опсежног реновирања.

## Музичко позориште
Музичко позориште је постало веома популарно у Паризу средином 19. века, углавном због духовитих и добро израђених музичких дела Жака Офенбаха, али је жанр скоро нестао у 20. веку, великим делом због високих трошкова и конкуренције филмске слике. Током 1980-их и 1990-их, Париз је преокренуо тренд где су премијерно приказана два мега-мјузикла, Јадници, засновано на роману Виктора Игоа, уз музику Клод-Мишела Шенберга и оригиналне француске текстове Алена Бублила и Жан-Марка Натела, отворена у Паризу 1980. и Нотре Даме де Парис, такође по роману Виктора Игоа, са музиком коју је компоновао Рикардо Кокијанте и текстове Луке Пламондона, која је отворена 16. септембра 1998. године. Оба мјузикла су почела у Паризу и наставили са успехом у Лондону, Њујорку и широм света.
Данас је главно место за мјузикле Théatre du Châtele, који редовно приказују бродвејске мјузикле из Њујорка у Париз. Године 2015, мјузикл Американац у Паризу је прво приказан у Паризу да би потом имао приказивање у Њујорку и глобално.

## Музичке сале
Концепт музичке дворане је први пут увезена у Париз из Лондона 1862. године и постао је изузетно популарна, са играчима, певачима, акробатима, мађионичарима дресираним животињама. Током 1920-их и 1930-их година фокусирали су се на музику и представили многе познате певаче, укључујући Мистингета, Жозефину Бејкер и Едит Пјаф. Традиционални клубови укључују Фолие-Бергере, основан 1869. године, а затим Мулен руж основан 1889. године, који је први представио плес познат као француски кан кан.
Олимпија, основана 1893. године, 1911. године постала је прва музичка сала која је своје представе изводила на огромном степеништу. Музичка дворана Олимпија је претворена у концертну дворану, у којој се представљају познати певачи и бендови. Појавило се неколико нових музичких сала, укључујући Крејзи хорс салун.

## Бал-музет
Бал-музет је стил француске музике и плеса који је први пут постао популаран у Паризу 1870-их и 1880-их; до 1880. Париз је имао око 150 плесних сала у радничким деловима града. Француски и италијански музичари који су свирали хармонику усвојили су стил и афирмисали се у баровима Аувергнат, посебно у 19. арондисману. Еволуирао је у неколико различитих музичких и плесних стилова и подтипова. Његова популарност је опала након Другог светског рата, суочена са конкуренцијом рокенрола и других облика забаве. Неколико џез и плесних клубова представља музику, а неколико аутентичних балова и даље се одржава у насељима града. Клуб Vieux Belleville посвећен је оживљавању музике и плеса бал-музет.

## Рок и популарна музика
Париз нуди концерте француских и међународних рок група свих жанрова рок и популарне музике. Највећи концерти се одржавају на Стаде де Франс, националном спортском стадиону који се налази недалеко од Париза у Сен Денију и може да прими осамдесет хиљаду људи. Током 2015. био је место одржавања концератаAC/DC -а и Пола Макартнија, а 2016. био је домаћин концерата Бијонсе и Ријане.
Највеће концертно место у самом граду је Акорхотел арена.Тамо су наступали Мадона, У2, Селин Дион и Фил Колинс, а Џони Хелидеј је снимио четири своја концерта у арени. Џенет Џексон и Адел би требало да тамо наступају 2016. године.
Још један велики концертни простор је Ле Зенитх у Ците де ла Мусикуе, који је отворен 1983. и прима 6.293 особе. Током година, место је угостило многе француске уметнике, укључујући: Џенифер, Жан-Жака Голдмана, Ванесу Паради, Џонија Холидеја и Мишела Сардуа. Такође, међународни уметници међу којима су: Бритни Спирс, Кристина Агилера, Брус Спрингстин, Грејтфул дед, Алиша Киз, Ејми Вајнхаус.
Неколико бивших музичких позоришта сада редовно одржавају концерте рок музике. Међу њима је и музичка дворана Бобино, основана 1873. године, која је угостила многе од најпознатијих француских певача, укључујући Жозефину Бејкер и Жилијет Греко. Затворен је 1983. године, али је поново отворен 1991. године. Године 2007. претворен је у кабаре.
Концентрације музичких клубова налазе се у улицама између Шатела, Ле Ал и Помпиду центра и око Бастиље, док се други налазе у спољним окрузима. Популарни музички клубови су Le Klub у улици Сен-Денис 14 у 1. арондисману; La Mechanique Ondulatoire у близини Бастиље, познат по панк-у и металу.
Клубови у спољним арондисманима укључују LaPlage de Glazart, бившу аутобуску станицу која је претворена у подземно музичко место, у 1915 Авенуе де ла Порте де ла Виллетте у 19. арондисману; Ле Батофар, бивши ирски плутајући светионик који сада има малу концертну дворану, у Порте де ла Гаре у 13. арондисману, познат по регеу, хеви металу и аеробу; и L'Alimentation Générale, велики клуб који садржи избор бразилског, кубанског, западноафричког хај лајфа, источноевропског џеза и француског хип-хопа и електро-фанка. Други познати клубови укључују Flèche d'Or, у бившој железничкој станици у улици 102 rue de Bagndet у 20. арондисману; Le China, кинески ресторан и рок клуб у улици Цхаретон 50, познат по мануш, Р&Б, фанк и соул музици; Le Pompon, у авенији Опере 5, познат по независним бендовима и електро-поп ди-џеј наступима. Les Trois Baudets је угледни клуб и концертна сала у којој су некада свирали музичари, укључујући Жоржа Брасена, Жака Брела, Жилијет Греко и Сержа Генсбура, који сада представља француску поп, електро и реп музику, која се налази на Булевару Клише 64 у 18. арондисману.

## Џез клубови
Џез је у Париз током Првог светског рата увео афроамерички војни бенд који је предводио Џејмс Риз Европа. Популарност је поново постала популарна након Другог светског рата, где су џез клубови цветали у подрумима кварта Сен Жермен де Пре. Данас се велики избор џеза свира у париским клубовима, који често имају два наступа ноћу и остају отворени до четири ујутру. Значајни клубови који су наведени у истраживању најбољих париских џез клубова из марта 2015. од стране Вашингон Поста укључују Caveau de la Huchette, последњег преживелог од подрумских клубова из 1950-их, који се налази у подруму зграде из 16. века у 5. арондисману; Improviste, који се налази на баржи на Сени, познат по би-бап музици; Bab-Ilo поред Монмартра, познат по бразилском и карипском џезу; Café Universel популаран међу студентима и препопознат по вокалној музици.
Три џез клуба која цитира Washington Post, сви постоје од 1980-их, налазе се у истом насељу у  Rue des Lombardsс у близини Les Halles; 'Duc des Lombards', 'Sunset-Sunside'', које представљају познате француске и интернационалне групе, и 'Le Baiser Sale', која представља фјужн и светску музику, и многе групе из западне Африке. Manouche, или џипси џез, традиционалнији стил који су прославили џез музичари Џанго Ренарт и Стефан Грапели 1930-их, је у ужем фокусу неких клубова, посебно „Атеље Шарон“ и „Новог јутра“ у 10. арондисман, где такође наступају рок и фанк групе.

## Музичке школе
Град Париз има неколико важних академских институција посвећених музичком образовању. Први и најпознатији је Париски конзерваторијум, основан 1795. убрзо након Француске револуције, формално познат као Conservatoire national supérieur de musique et de danse de Paris или CNSMDP. Био је то први државни музички конзерваторијум у Европи; међу познатим студентима и факултетима били су композитори Хектор Берлиоз, Морис Равел, Габријел Форе, Клод Дебиси и Надија Буланже. Школа се сада налази у Cité de la Musique, у близини Филхармоније, у 19. арондисману.
Прва и најпознатија балетска школа у Француској, École de danse de l'Opéra national de Paris, школа плеса париске опере, основана 1669. за одрасле плесаче, а почела је да узима децу као студенте од 1776. године. Практично сви водећи играчи париског балета су дипломци школе. Године 1987. балетска школа је измештена из Опере у предграђе Нантера.
Schola Cantorum de Paris је основана 1896. као ривал Конзерваторијуму; акценат је ставила на технику музицирања, и на проучавање каснобарокних и раних класичних дела, грегоријанског корала и ренесансне полифоније. Међу познатим студентима били су композитори Даријус Мијо, Оливије Месијан и Албер Русел . Школа се налази у некадашњем самостану у 5. арондисману.
École Normale de Musique de Paris су 1919. године основали Огист Манжо и пијаниста Алфред Корто, а данас је под патронатом Министарства спољних послова. У школи су предавали многи значајни музички педагози.
Конзерваторијум Рахмањинов је приватна музичка школа коју су између 1923. и 1931. основали емигранти који су бежали од руске револуције, укључујући Феодора Шаљапина и Александра Глазунова. Њен почасни председник био је композитор Сергеј Рахмањинов. Данас пружа музичку наставу на француском и руском језику.

## Војна музика
Француска војска у Паризу има неколико музичких ансамбала, бендова и хорских група. Најпознатији је бенд Гарде Републицаине, од којих неки музичари наступају на коњима. Они су традиционални део годишње параде на Јелисејским пољима којом се слави Дан Бастиље 14. јула. Бенд и гудачки оркестар који припада Гарде Републицаине, свирају на председничким пријемима у Јелисејској палати и другим званичним приликама. Министарство одбране има музичку школу, Конзерваторијум војне музике Копнене војске, који се налази у Версају.
Жандармерија, или национална полиција, формално део француске војске, има свој бенд и оркестар. Префектура полиције у Паризу, одвојена од Жандармерије, има свој оркестар под називом Мусикуе дес Гардиенс де ла Паик, који припада Compagnies Républicaines de Sécurité или ЦРС, најпознатијој као Париска полиција за нереде. Налази се у Велизију, у предграђу Париза. Бригада париских ватрогасаца, такође формално припадника војске, има музичку јединицу под називом Musique de la brigade de sapeurs-pompiers de Paris. Укључује оркестар, бенд, мали џез-рок бенд и неколико мањих ансамбала.

## Извођачи на улици и метроу
Улични свирача у Паризу постоји још од средњег века – улични певачи и музичари су имали свој професионални цех. Почевши од 17. века. Данас се улични музичари свих варијанти могу наћи на трговима и улицама у центру Париза, где год се људи окупљају. Музичари који наступају у тунелима париског метроа спадају у посебну категорију; због ограниченог простора, они морају на аудицију и бивају изабрани за доделу одређених локација.
- Монголски свирач товшура
- The Hot Sugar Band током наступа
- Музичари у станицама париског метроа морају проћи аудицију да би имали своје место
- Дувачки оркестар на Мосту уметности

## Фестивали
Бројни музички фестивали се ануално одржавају у Паризу, укључујући Париски џез фестивал и рок фестивал Rock en Seine. Fete de la Musique, који се одржава сваке године 21. јуна (Летња дугодневница), укључује бесплатне наступе рок музике, класичне музике, џеза и светске музике на местима широм Париза.